# Mario Praz
Mario Alcibiade Praz (6. září 1896, Řím – 23. března 1982, Řím) byl italský literární kritik, novinář, překladatel z angličtiny a historik umění, jeden z nejcitovanějších ve 20. století.
Proslulé jsou jeho analýzy romantické literatury, především role morbidity a sadistické sexuality v ní (zejm. u Baudelaira, Flauberta či Wilda), a to v knize La carne, la morte e il diavolo nella letteratura romantica, která vyšla roku 1930 (anglicky jako The Romantic Agony), a kterou napsal během svého pobytu ve Velké Británii. Známá byla též jeho soukromá sbírka neoklasicistního umění, neoklasicismu věnoval též práci Gusto neoclassico z roku 1939. Palazzo Primoli, místo jeho sbírky, bylo roku 1995 otevřeno jako muzeum.